# Blan
Blan är en kommun i departementet Tarn i regionen Occitanien i södra Frankrike. Kommunen ligger i kantonen Puylaurens som tillhör arrondissementet Castres. År 2022 hade Blan 1 101 invånare.

## Befolkningsutveckling
Antalet invånare i kommunen Blan
| Referens: INSEE |